# The Head Waiter
The Head Waiter é um filme mudo de curta-metragem norte-americano de 1919, do gênero comédia, dirigido por Larry Semon e estrelado por Oliver Hardy.

## Elenco
- Larry Semon - Garçom
- Oliver Hardy - (como Babe Hardy)
- Lucille Carlisle - (como Lucille Zintheo)